# 1869年破產法令
《1869年破產法令》（英語：Bankruptcy Act 1869；32 & 33 Vict c 71）是英國國會的一項法令。
第32條確立了首個有關破產案中優先償付的債項（preferential debt）的法定機制。